# Радослав Терзиев
Радослав Терзиев (роден на 6 август 1994 г.) е български футболист, който играе като защитник за Славия (София).

## Състезателна кариера
Терзиев започва състезателната си кариера в Спартак (Пловдив). През януари 2012 г. преминава в Ботев (Пловдив) на 17-годишна възраст.
През февруари 2013 г. Терзиев е преотстъпен във втородивизионния Раковски, където изкарва година и половина. Записва 35 мача в Б група и бележи един гол.
През лятото на 2014 г. Терзиев се завръща в Ботев и впоследствие се утвърждава като основен футболист в състава.

## Успехи
Ботев (Пловдив)
- Купа на България: 2016/17
- Суперкупа на България: 2017